# Kościół św. św. Marcina i Doroty w Wojkowicach Kościelnych
Kościół św. św. Marcina i Doroty w Wojkowicach Kościelnych – kościół z XIII wieku, wielokrotnie przebudowywany, w Wojkowicach Kościelnych w powiecie będzińskim, wpisany do rejestru zabytków nieruchomych województwa śląskiego.
Świątynia jest rzymskokatolickim kościołem parafialnym parafii Świętego Marcina BM w Wojkowicach Kościelnych o statusie sanktuarium, jedynym zabytkiem gminy Wojkowice Kościelne oraz jednym z nielicznych zabytków architektury romańskiej w województwie śląskim.

## Historia
Kościół został wybudowany na przełomie XII i XIII wieku, prawdopodobnie w latach 1200–1229 przez właściciela Wojkowic Kościelnych z rodu Nowina.
W 1625 roku ks. Marcin Zelbrzykowski (lub Zelbrychowicz) sprowadził do kościoła obraz Matki Boskiej z Dzieciątkiem, co rozpoczęło kult maryjny w świątyni, a sam obraz jest uważany przez wiernych za „słynący łaskami”
Świątynia została uszkodzona w czasie II wojny światowej, a podczas jej trwania Niemcy zdemontowali dzwony z kościelnej wieży w celu przetopu na cele wojenne.
W 1984 roku doszło do pożaru kościoła, po tym wydarzeniu świątynia została kompleksowo odrestaurowana.
Wojkowicka świątynia jest jedynym w Polsce sanktuarium Matki Bożej Dobrej Drogi. Zostało ono erygowane 27 czerwca 1987 przez biskupa Stanisława Nowaka.
Około 2012 roku znaleziono ludzkie szczątki podczas prac przy fundamentach świątyni.

## Architektura
Pierwotny kościół został wzniesiony w stylu romańskim. Romański charakter zachowały: prostokątne kolebkowe prezbiterium z ciosów kamiennych, zakrystia przekształcona w skarbiec oraz fragment nawy. Świątynia była przebudowywana w 1618, 1700 i 1750 roku oraz po II wojnie światowej. Obecny styl świątyni można określić jako neoromański. Jest to jednonawowy kościół z dwiema bocznymi wnękami (kruchtami), dach został pokryty blachą, z jedną wieżą z barokowym hełmem z ośmioboczną latarnią oraz z sygnaturką zaopatrzoną w najmniejszy dzwon. Nawę zamyka empora z organami, a ponad nią znajdują się dwie loże.

### Wyposażenie
W prezbiterium znajduje się barokowy ołtarz główny pochodzący sprzed 1743 roku, który został ufundowany przez proboszcza Jakuba Koniecznego (lub Kieniewicza) z Pilicy. Autorstwo przypisywane jest śląskiemu rzeźbiarzowi Pawłowi Walentego Wiązkowiczowi (Więckiewiczowi) z warsztatem. Ołtarz wykazuje wpływy wzorów architekta i jezuity Andrei del Pozza i luźno nawiązuje do formy ołtarza z kościoła św. Ignacego w Rzymie autorstwa tegoż Pozza. Do rzymskiego wzoru zbliżony jest kulisowy portyk kolumnowy. Św. Marcin został przedstawiony w płaskorzeźbionej nadstawce, jego przedstawienie otaczają wolutowe spływy z postaciami aniołów. Przy obrazie wisiało pięć sznurów korali, które stanowiły wyraz nabożeństwa parafian. Ołtarz poddawano renowacji w latach 1809–1811 oraz w 1956 roku. Po pożarze w 1984 roku ołtarz został niefachowo odbudowany, przez co jest daleki od pierwotnej wersji i brak mu niemal wszystkich oryginalnych ornamentów oraz figur poza figurą św. Doroty lub Katarzyny, która jest pokryta grubą warstwą pozłoty, co utrudnia jej dokładną analizę.
W barokowym ołtarzu głównym znajduje się źle zachowany gotycki obraz Matki Boskiej z Dzieciątkiem typu hodegetria, który powstał około 1440–1450 roku. Został namalowany temperą na desce; podłoże składa się z trzech sklejonych desek. Przedstawia Matkę Boską w różowej sukience i ciemnozielonym płaszczu oraz dzieciątko Jezus w szarozielonej tunice. Dzieło jest zbliżone np. do XV-wiecznego wizerunku Matki Bożej Błędowskiej z kościoła św. Michała Archanioła w Błędowie. Obraz otaczają wspomniane ornamenty i figura św. Marcina oraz świętej Doroty lub Katarzyny.
Na prawo od ołtarza głównego umieszczono niewielką rokokową ambonę, którą wieńczą główki aniołków, zaś na lewo znajduje się ołtarz boczny z XVIII wieku w stylu późnego baroku, w którym wisi obraz św. Antoniego, na którym święty otrzymuje Dzieciątko Jezus od Matki Bożej, a także obraz św. Wiktorii umieszczony w zwieńczeniu ołtarza. Obok drugiego późnobarokowego bocznego ołtarza z XVIII wieku stoi kamienna chrzcielnica ozdobiona herbem Prus oraz inicjałami kapłana Jakuba Koniecznego, który proboszczem parafii wojkowickiej w latach 1726–1743.
Na emporze znajdują się organy zbudowane przypuszczalnie w XIX wieku, z klasycystycznym prospektem, ozdobionym złoconymi dekoracjami snycerskimi. Organy dysponują dziesięcioma głosami, mają jeden manuał i jedną klawiaturę nożną; traktura gry i rejestrów mechaniczna.
W świątyni znajduje się również lawaterz odlany z brązu, wykonany w XV wieku. Ma formę wielobocznej wieżyczki, którą wieńczy rodzaj blankowania oraz stożkowate nakrycie z rytami, które naśladują wygląd dachówek. Na ściankach znajdują się dosyć prymitywne ryty, które przedstawiają Matkę Boską z Dzieciątkiem, świętego Marcina (niepewne), świętego Jana Ewangelistę i dwa anioły. Kurek ozdabia głowa lwa.
Na ścianie kruchty umieszczono tablicę epitafijną pamięci ks. Józefa Sokołówskiego, wojkowickiego proboszcza zmarłego 3 stycznia 1947 roku, a pomiędzy zakrystią a drugą kruchtą znajduje się renesansowy portal z piaskowca.

## Galeria

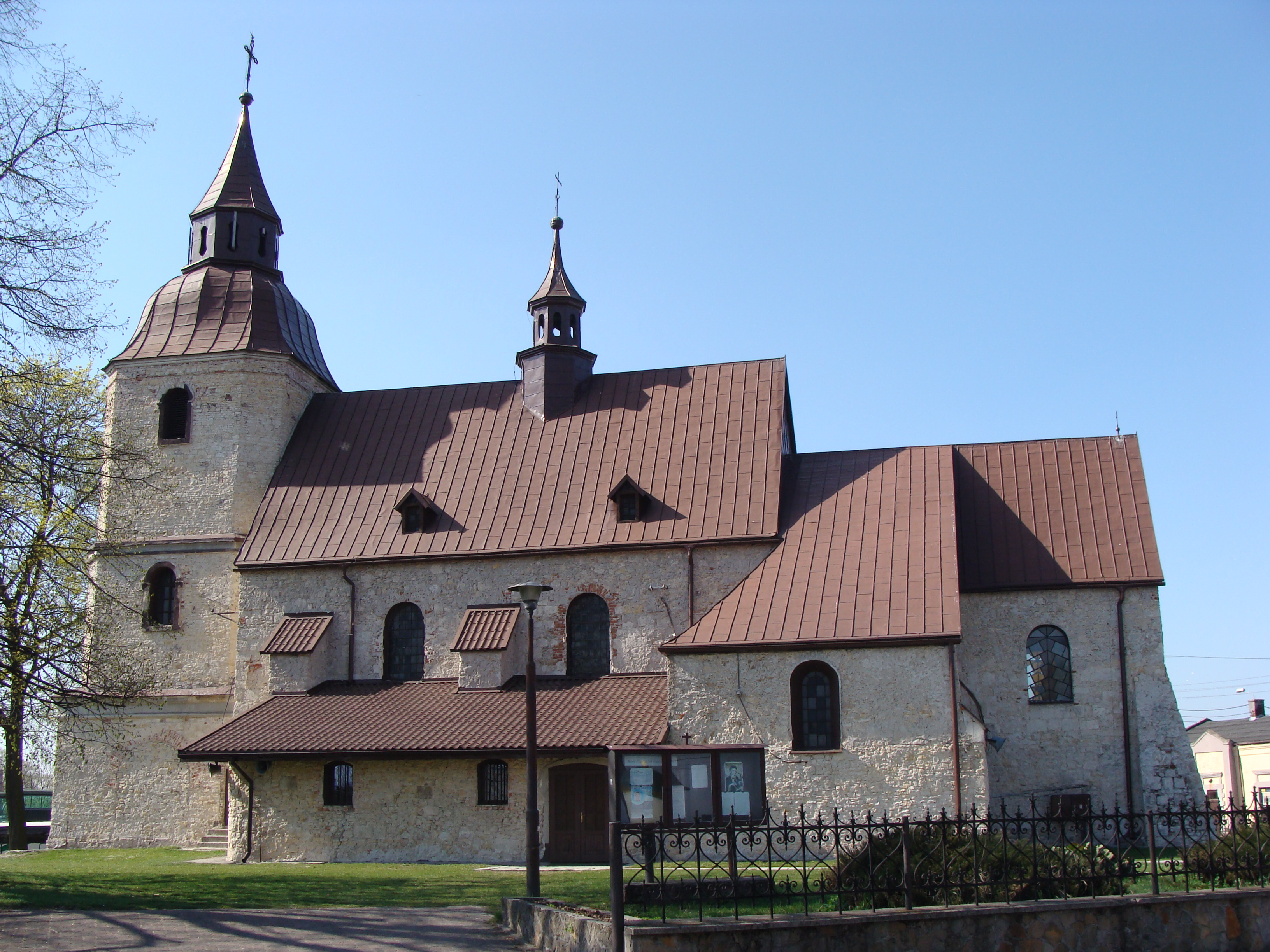
Elewacja boczna przed otynkowaniem (2009)
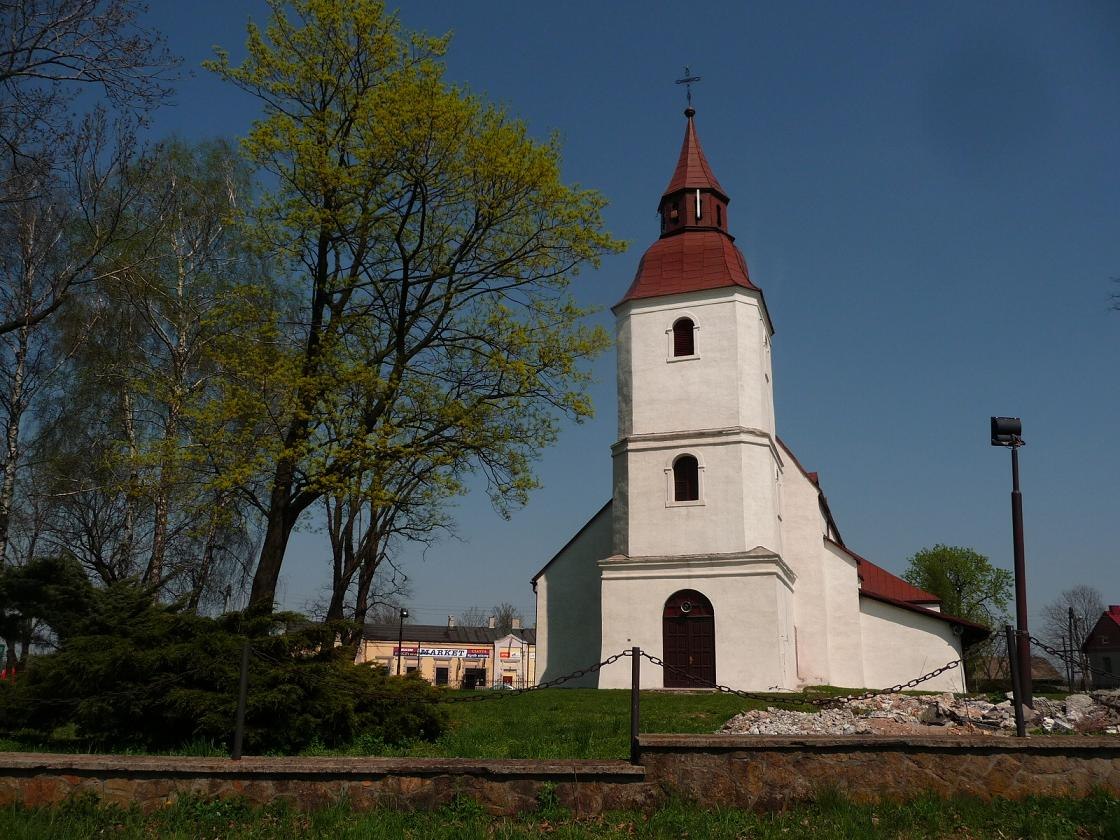
Elewacja frontowa (2011)
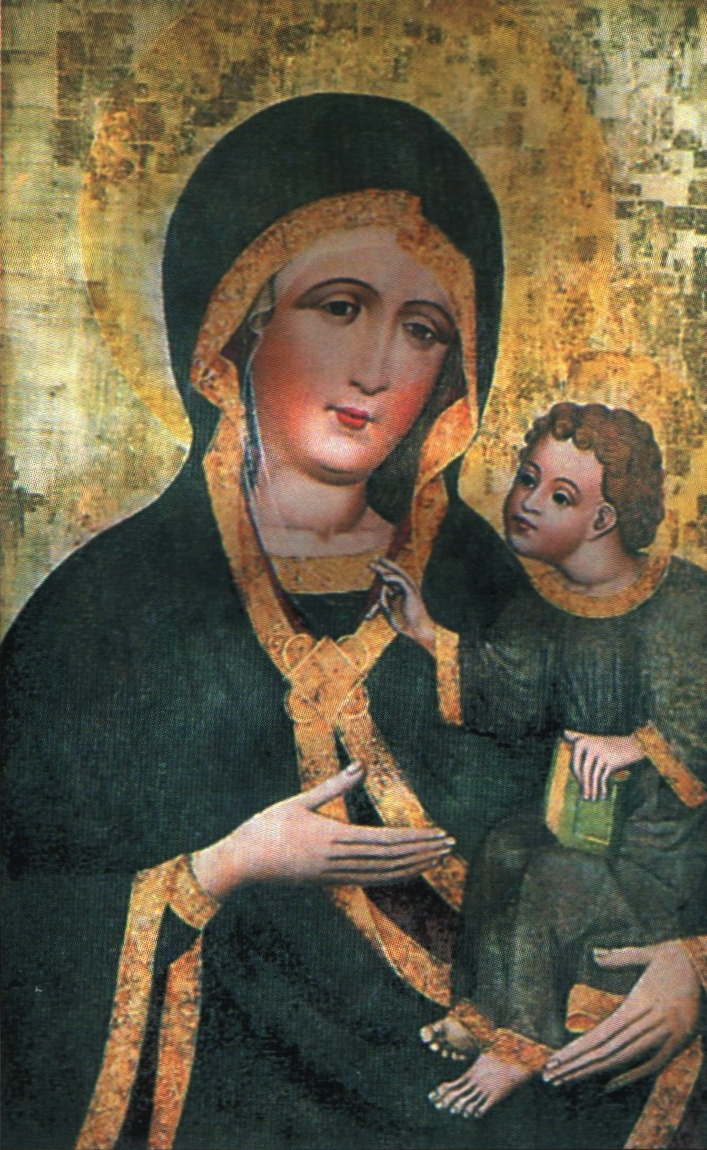
Obraz Matki Bożej Dobrej Drogi z ołtarza głównego
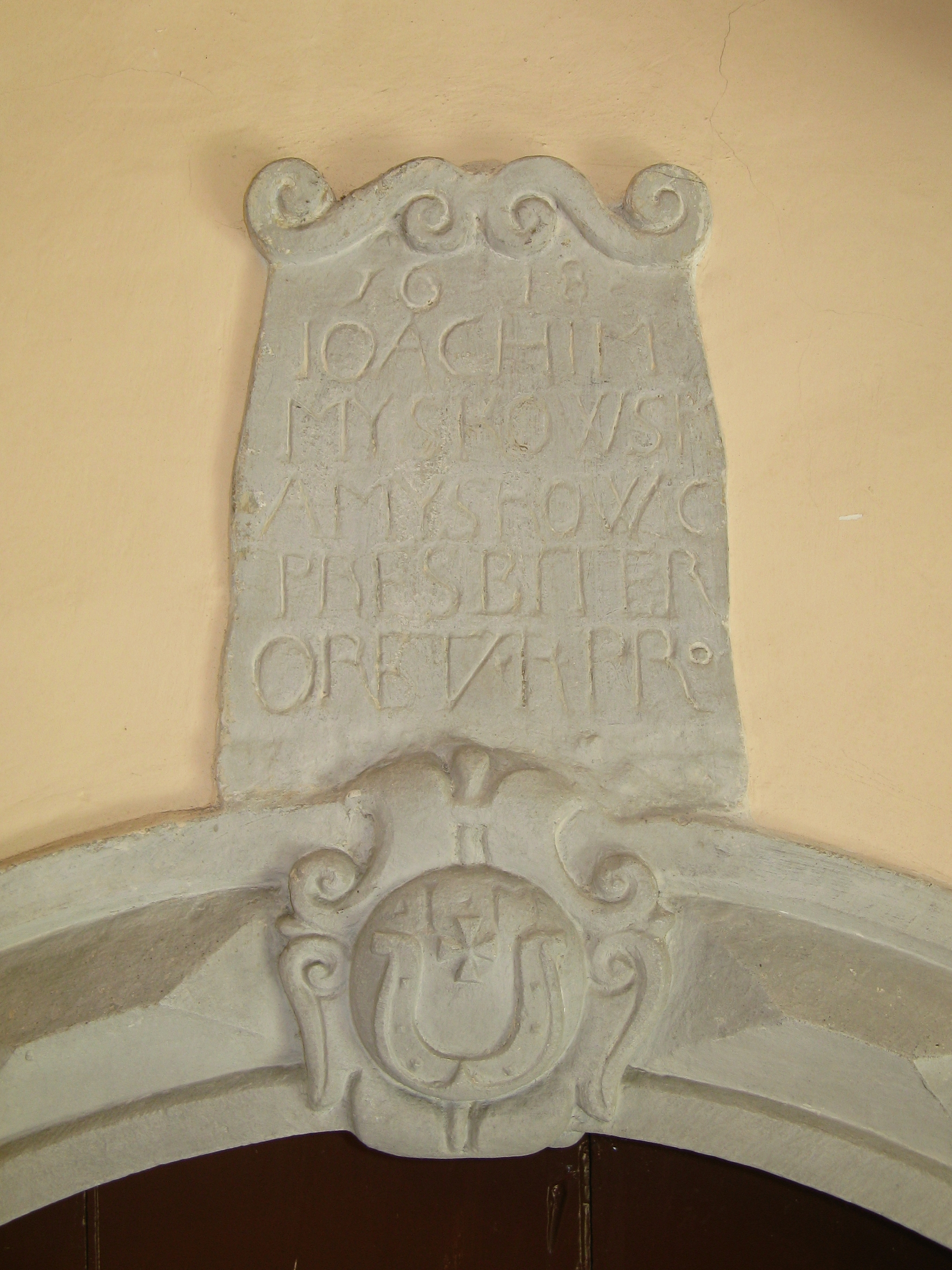
Tablica wspominająca proboszcza Joachima Myszkowskiego z Myszkowic, z datą 1618 i jego herbem Jastrzębiec nad jednym z wewnętrznych portali